# Jacques Hustin
Jacques Hustin (Luik, 15 maart 1940 - 6 april 2009) was een Belgische zanger.

## Levensloop
Hustin studeerde tekenen en schilderen en werd achtereenvolgens illustrator, (theater)decorbouwer en componist. In 1965 won hij de eerste prijs op het "Festival van het Chanson" in de stad Spa (tegenwoordig Francofolies de Spa). In 1966 nam hij zijn eerste langspeelplaat op en trok hij naar Parijs om zich verder te bekwamen, waar hij van 1966-1968 optrad in het cabaret.
Jacques Hustin vertegenwoordigde België op het Eurovisiesongfestival van 1974 in Brighton met het lied Fleur de liberté en eindigde daar op de 9e plaats.
In 1975 verzorgde hij op de Belgische televisie een aantal uitzendingen waar hij muzikale vrienden en zangers ontving. Jacques Hustin was ook actief op het gebied van de verdediging van de rechten van de artiesten en was voorzitter van de beroepsvereniging van podiumartiesten. In 1988 stopte hij met zijn zangcarrière en wijdde hij zich definitief aan de schilderkunst. Hij zette onder meer een schilderatelier op in de Ardennen. In 1999 werd een cd met 20 nummers van Jacques Hustin uitgegeven.
Hustin overleed op 6 april 2009, op de dag af 35 jaar na zijn Songfestivaloptreden.

## Belangrijkste prijzen
- SABAM-prijs in 1966.
- Bronzen Hermelijn op het Festival van Rennes in 1967.
- Eerste prijs op het Internationaal festival van Brașov (Roemenië) in 1968.
- Grote prijs van de "Académie Charles-Cros" in Parijs in 1969.
- Olympia en Grote Variétéprijs van de stad Cannes in 1972.

## Discografie

### Singles
- Julie, coup de foudre
- Le vieux bonhomme hiver
- La marijuana
- Paris la tendresse
- La gavroche
- Le cosaque
- Les avoins decollent
- Histoire de rigoler
- Les petites filles de David
- Piano blanc
- Quai des rêves

### ep's
- La gavroche
- Hiroshima
- Absence
- On m'a donné 15 ans
- Julie coup de foudre

### Albums
- Amour au jour la nuit
- On m'a donné 15 ans
- Quand je m'endors contre ta bouche
- C'est toujours toujours
- Se ballader de par le monde
- Mon Brésil en hiver
- Le voyageur immobile
- Les coups de soleil
- On m'a donnée vingt ans